# Бетоле ди Поцоло (Алесандрија)
Бетоле ди Поцоло је насеље у Италији у округу Алесандрија, региону Пијемонт.
Према процени из 2011. у насељу је живело 274 становника. Насеље се налази на надморској висини од 167 м.